# Josef Varta
Josef Varta (28. března 1892, Vyškov – 6. září 1916 u Kokardže v Dobrudži) byl podporučíkem 4. pluku Srbské dobrovolnické divize v době 1. světové války. V řadách tohoto pluku bojoval po boku dalších Čechů a Slováků proti spojencům Centrálních mocností. Padl na srbsko-bulharské frontě u Kokardže v Dobrudži.